# Тихізм
Тихізм (грец. τύχη, «випадок») — вчення про панування випадку, і те, що Всесвіт має свободу вибору законів, а фатальна необхідність в природі відсутня. 
Концепцію тихізму запропонував американський філософ Чарлз Сандерс Пірс. Пірс не заперечував наявність у Всесвіті певних закономірностей, але вважав їх умовними, оскільки вони самі знаходяться в процесі еволюції. Він вважав, що індетермінізм є реальним фактором, а випадок грає чільну роль в будь-якій еволюції. Тихізм став однією з онтологічних передумов формування концепції плюралізму.